# Sándor Hódosi
Sándor Hódosi (Budapest, 28 de abril de 1966) es un deportista húngaro que compitió en piragüismo en la modalidad de aguas tranquilas.
Participó en los Juegos Olímpicos de Seúl 1988, obteniendo una medalla de oro en la prueba de K4 1000 m. Ganó tres medallas en el Campeonato Mundial de Piragüismo en los años 1987 y 1989.

## Palmarés internacional
| Juegos Olímpicos   | Juegos Olímpicos     | Juegos Olímpicos  | Juegos Olímpicos |
| Año                | Lugar                | Medalla           | Evento           |
| ------------------ | -------------------- | ----------------- | ---------------- |
| 1988               | Seúl (Corea del Sur) | Medalla de oro    | K4 1000 m        |
| Campeonato Mundial |                      |                   |                  |
| Año                | Lugar                | Medalla           | Evento           |
| 1987               | Duisburgo (RFA)      | Medalla de bronce | K2 10 000 m      |
| 1989               | Plovdiv (Bulgaria)   | Medalla de oro    | K2 10 000 m      |
| 1989               | Plovdiv (Bulgaria)   | Medalla de oro    | K4 1000 m        |